# Иванов, Дмитрий Анатольевич (физик)
Дмитрий Анатольевич Иванов (фр. Dimitri Ivanov, род. 25 августа 1965, Москва, СССР) — российский, бельгийский и французский физик, специалист в области науки о полимерах.

## Биография
Окончил факультет физико-химической биологии МФТИ в 1988 году (красный диплом). Защитил кандидатскую диссертацию (специальность: физхимия полимеров) в 1992 году в Институте физической химии РАН, научным руководителем был проф. В. Ф. Чуваев.
В 1992—1994 годах продолжал работу в Институте физической химии под руководством проф. В. В. Арсланова. В 1995—1998 годах работал в Католическом университете Лувена в группе проф. Роже Легра (Roger Legras) и проф. Алена Жонаса (Alain Jonas). В 1998—2005 годах в должности профессора возглавлял экспериментальную лабораторию физики полимеров в Свободном университете Брюсселя.
С марта 2005 года является директором Института химии поверхностей и интерфейсов (ICSI) в Мюлузе (Франция), входящего в систему CNRS (UPR 9069) и аффилированного с Университетом Верхнего Эльзаса.
Имеет статус директора исследований CNRS.
Входит в состав редколлегии журнала Journal of Nanobiotechnology.